# Quarto d’Altino
Quarto d’Altino ist eine italienische Gemeinde mit 8068 Einwohnern (Stand 31. Dezember 2023) in der Metropolitanstadt Venedig der Region Venetien am Sile; auf ihrem Gebiet von 28 km² lag ehemals die römische Stadt Altinum.

## Kultur und Sehenswürdigkeiten
Im Ort befindet sich das Archäologische Nationalmuseum Altino.